# Chovevej Cijon
Chovevej Cijon (hebrejsky: חובבי ציון, doslova „Milovníci Sijónu“) byla skupina osob považovaná za předchůdce a zakladatele moderního sionistického hnutí.

## Historie
První ze sionistických skupin byly zakládány v 80. letech 19. století v zemích východní Evropy a jejich cílem bylo podporovat židovskou imigraci do Země izraelské, která byla tou dobou součástí Osmanské říše, kde mělo dojít k rozšiřování zejména zemědělských židovských osad. Většina z členů těchto skupin se stranila politiky.
Chovevej Cijon založil oděský lékař Leo Pinsker po protižidovském pogromu v roce 1881. V roce 1882 založila skupinka nadšenců z Chovevej Cijon druhé židovské osídlení v Zemi izraelské – město Rišon le-Cijon. Později je posílili pionýři Bilu, kteří město zvětšili. Po mnoho let přikládaly učebnice založení Rišon le-Cijonu právě skupině Bilu, avšak v posledních desetiletích je tato dezinformace uváděna na pravou míru.
V roce 1884 se sešlo 36 delegátů v pruské Katovici (dnes Katovice, Polsko). Delegáti zvolili do vedení strany rabbiho Samuela Mohilevera, jakožto prezidenta Chovevej Cijon a Leona Pinskera, jako jejího předsedu. Skupina se pokoušela zajistit finanční pomoc pro židovské osady a organizaci vzdělávacích kurzů od barona Edmonda Jamese de Rothschilda a dalších filantropů.
Vlna protižidovských pogromů v Ruském impériu v letech 1881–1884 (často podporovaných státem) a Májové zákony, zavedené carem Alexandrem III. v roce 1882 značně postihly židovské komunity. Objevily se početné neformální skupiny, které se lišily ve svých vizích, politice a náboženské denominaci, velikosti a aktivitě. Varšavská skupina byla založena L. L. Zamenhofem, který byl autorem první gramatiky jidiš.
Aby získala uznání oficiálních úřadů, musela ruská větev Chovevej Cijon požádat o registraci jako charita. Počátkem roku 1890 bylo založení této větve schváleno ruskou vládou jako „Společnost pro podporu židovských farmářů a řemeslníků v Sýrii a Erec Jisra'el,“ která byla ale spíše známá pod názvem Oděská komise. Byla oddána praktickým aspektům zakládání zemědělských osad, včetně pomoci při zakládání Rechovotu a Chadery a modernizace Mišmar ha-Jarden.
Před Prvním sionistickým kongresem v roce 1897 čítala Oděská komise přes 4 tisíce členů. Poté, co kongres založil Světovou sionistickou organizaci, většina z Chovevej Cijon se k ní přidala.